# Parque nacional Arrecife Alacranes

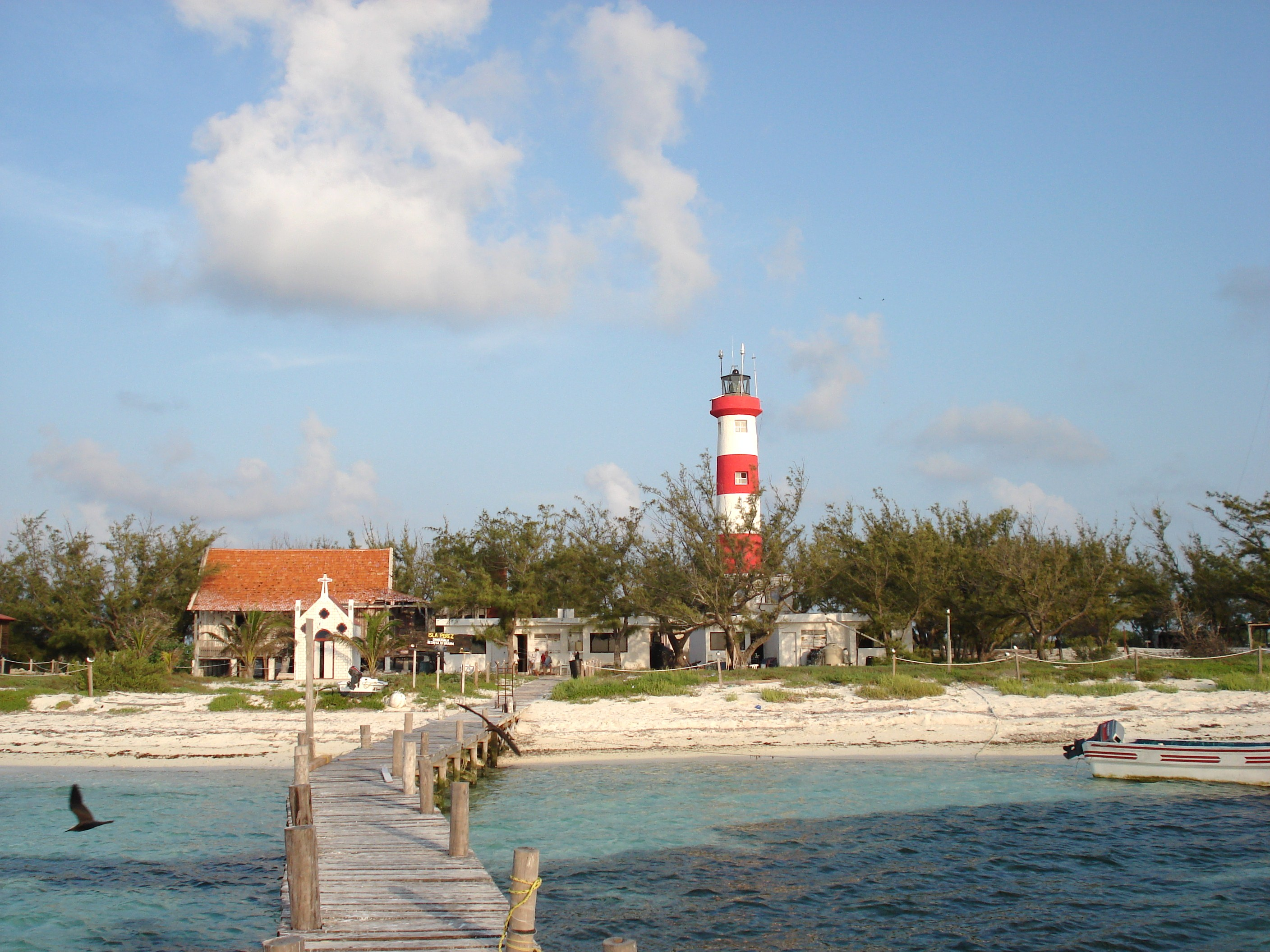
Entrada del pequeño puerto de isla Pérez, en el Arrecife Alacranes, en Yucatán, México.

El Arrecife Alacranes es un conjunto de pequeñas islas de origen coralino localizadas en el Golfo de México a una distancia aproximada de 130 km de la costa del municipio mexicano de Progreso, Yucatán. Fue decretado parque nacional el 6 de junio de 1994.

## Historia
El Parque nacional Arrecife Alacranes constituye un área natural protegida (ANP) de gran importancia en México. Conforma la estructura coralina más grande del Golfo de México, así como el único arrecife conocido y descrito del estado de Yucatán, es por esto que el 6 de junio de 1994 se decreta bajo la categoría de Parque nacional, lo que permite un manejo dirigido, por una parte a la conservación del recurso natural, pero que también ofrece posibilidades de educación, esparcimiento y recreación para los visitantes.
El 27 de octubre de 2006 se añadió a la Red Mundial de Reservas de Biosfera del Programa sobre el Hombre y la Biosfera (MAB) de la UNESCO, programa que desde hace más de treinta años promueve el desarrollo sostenible de ecosistemas terrestres o marinos sobre bases científicas que permite impulsar armónicamente la integración de las poblaciones y la naturaleza.
El parque nacional Arrecife Alacranes fue inscrito como parte contratante ante la Convención RAMSAR, el 2 de febrero de 2008. Esta Convención es un tratado intergubernamental que se firmó en la ciudad de Ramsar, Irán, en 1971, entrando en vigor a partir de 1975, y busca preservar aquellos humedales que son de suma importancia a nivel mundial basado en diferentes criterios.
El Arrecife Alacranes tiene una larga historia de actividades humanas que datan desde principios de la época colonial. Los primeros antecedentes de Arrecife Alacranes son cartográficos y se extienden de los siglos XVI al XIX. Durante mucho tiempo fue punto de referencia para la navegación de cabotaje, apareciendo por su peligrosidad en la cartografía desde el siglo XVI (Pedro Mártir de Anglería, 1521).
Al parecer su nombre proviene de un antiguo relato de Gonzalo Fernández de Oviedo y Valdés (Historia General y Natural de las Indias) 

“Llámanse Alacranes, porque este animal es muy enconado é de grand dolor su venino é por ser tan malo é peligroso se dio este nombre de Alacrán o Alacranes á las isletas que tengo dicho, de quien aquí se tracta, porque á los que por allí aportan é dan en ellas, los hacen morir dolorosamente...”[cita requerida]

## Estructura
Alacranes es un arrecife de plataforma, aunque varios autores lo consideran como un atolón (Fosberg, 1962; Stoddart, 1962; Carricat y Horta, 1993), no obstante que su origen geológico es muy distinto a este último tipo.
Es de formación reciente y originado por la acción biológica de los corales con el depósito paulatino de material calcáreo durante el Pleistoceno y Cretácico, favorecido por la lenta sumersión de la Península de Yucatán.
Actualmente el área constituye un arrecife de plataforma de aproximadamente 300 km², que se levanta 50 m del fondo marino. Su forma es semicircular y presenta elementos fisiográficos bien diferenciados: los márgenes arrecifales (barlovento y sotavento), la laguna interior y cinco islas arenosas.

### Islas
El arrecife está constituido por cinco islas: 
- Isla Pérez
- Isla Muertos
- Isla Pájaros (también llamada Blancas)
- Isla Chica
- Isla Desterrada

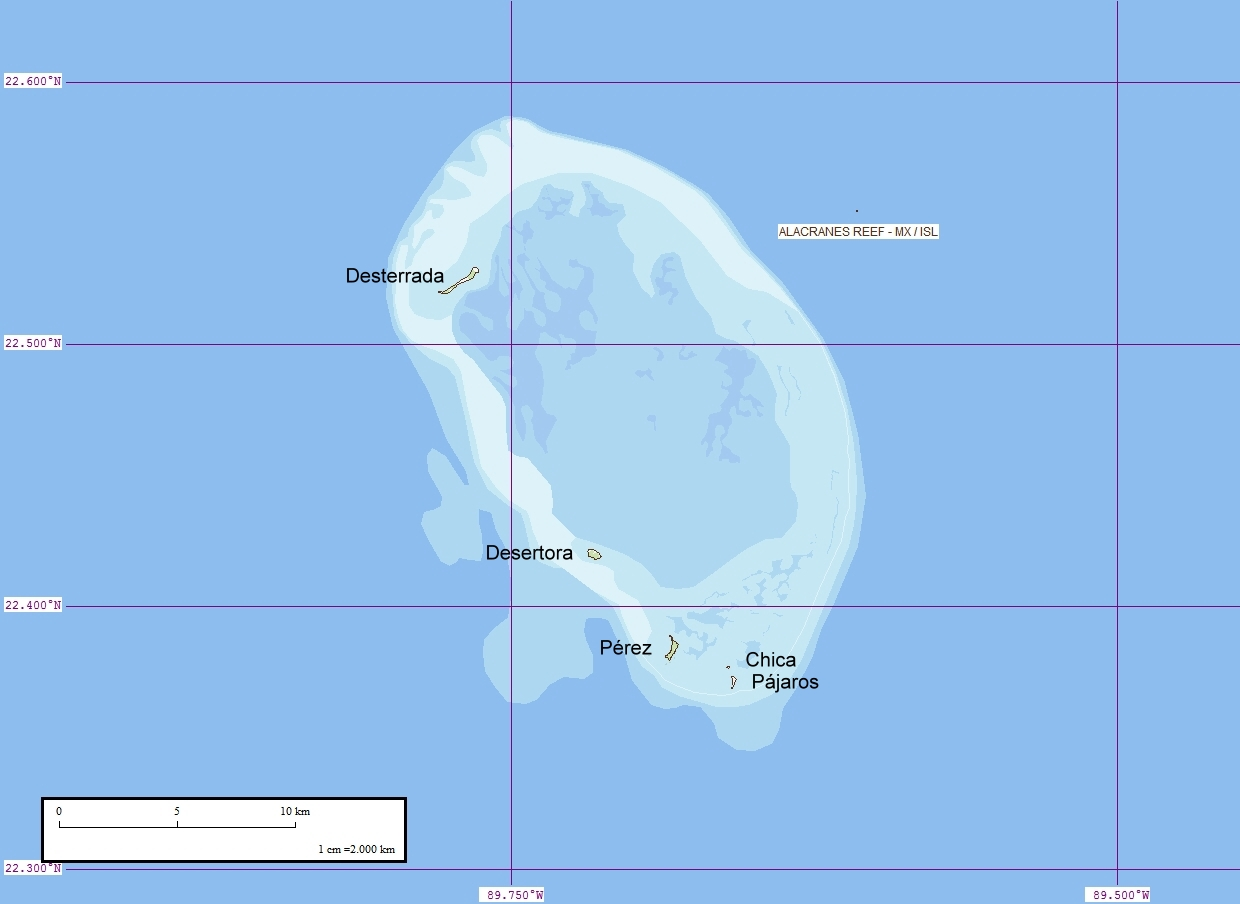
Mapa
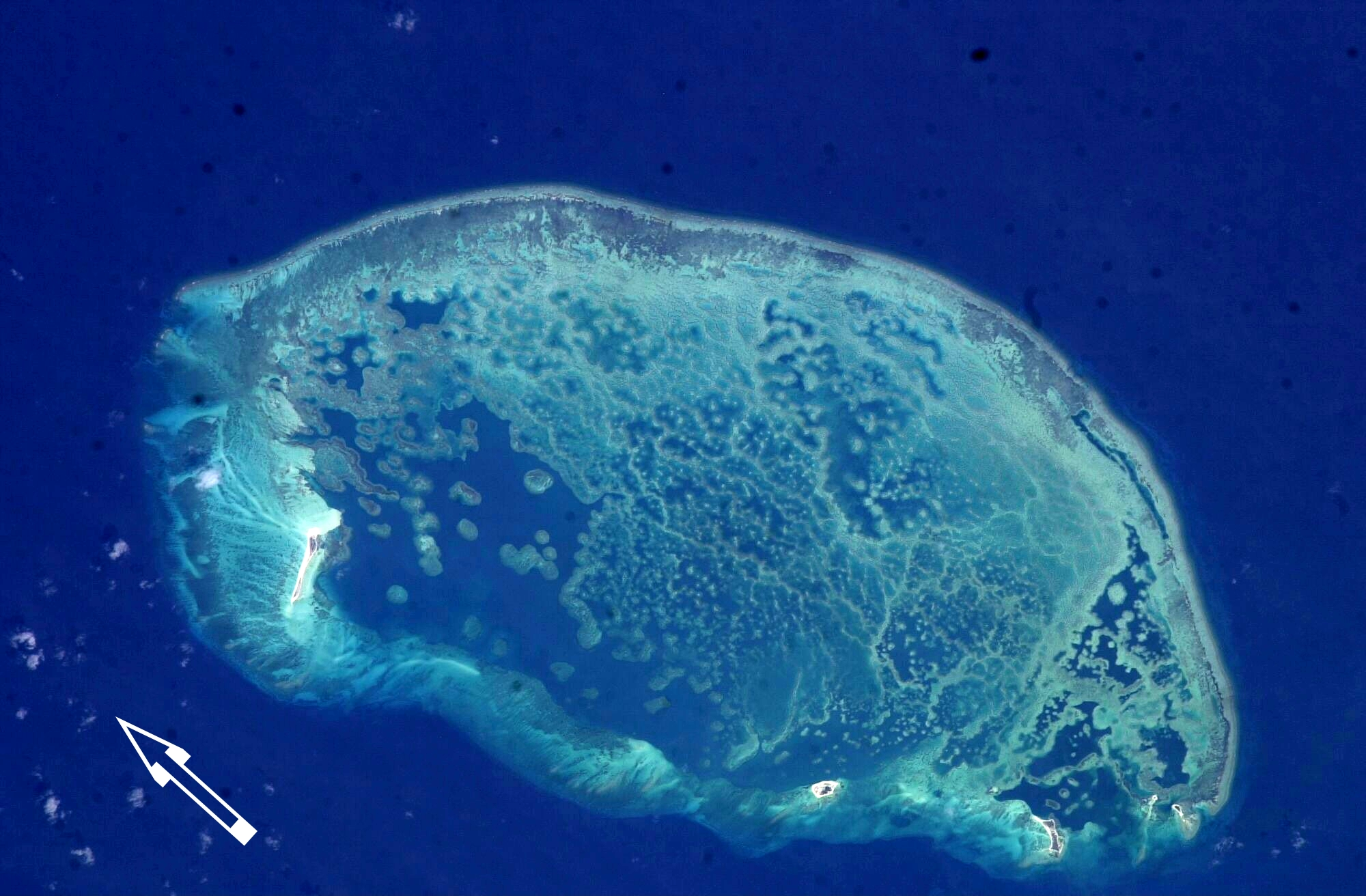
Imagen ISS

La única isla habitada en forma permanente es Isla Pérez, En donde se encuentra establecido el antiguo faro del cual existe la creencia de haber sido donado por la Reina Victoria de Inglaterra en 1900, cuando en realidad su construcción se inició por orden de la Secretaría de Comunicaciones en junio de 1899 terminándose de construir en 1901, esta confusión es debida probablemente a la marca de fabricación del faro Chance Brothers & Co. LTD Birmingham. Actualmente la Comisión Nacional de Áreas Naturales Protegidas (CONANP) es la encargada de la administración de esta área natural y cuenta con una estación de campo, a su vez la Secretaría de Marina mexicana mantiene un pequeño destacamento de 14 marinos, que son cambiados mensualmente, junto con el personal de Señalamiento Marítimo que consta de tres fareros los cuales se rotan diferentes señales tanto insulares como en la costa Yucateca.

## Biodiversidad
De acuerdo al Sistema Nacional de Información sobre Biodiversidad de la Comisión Nacional para el Conocimiento y Uso de la Biodiversidad (CONABIO) en el Parque Nacional Arrecife Alacranes habitan más de 1,100 especies de plantas y animales de las cuales 18 están en categoría de riesgo y 21 son exóticas,
Lo que caracteriza al arrecife es la distribución y abundancia de los peces arrecifales. En el 2007 se iniciaron las gestiones ante las instancias correspondientes para que el Parque sea declarado como patrimonio de la humanidad por la Organización de las Naciones Unidas (ONU). De acuerdo con el director de dicha organización en México, René Kantún Palma, Arrecife Alacranes es la estructura coralina más grande del Golfo de México. En el medio arrecifal se han registrado 34 especies de corales de las cuales los entozoarios, los escleractinios y los corales cuernos de venado y de alce están bajo protección especial.
En las islas arenosas del arrecife se han registrado a la fecha 116 especies de aves entre residentes, migratorias y ocasionales. De ellas, cuatro se consideran como especies amenazadas, cuatro sujetas a protección especial y dos en peligro de extinción. De las amenazadas se tiene al gavilán pajarero (Accipiter striatus), el halcón peregrino (Falco peregrinus) y el ave playera chorlito silbador (Charadrius melodus).